# Leo Ansbacher
Leo Jehuda Ansbacher (hebräisch ליאו יהודה אנסבכר; geboren 3. Dezember 1907 in Frankfurt am Main; gestorben 1998 in Tel Aviv) war ein deutsch-israelischer Rabbiner.

## Leben
Ansbacher wurde als Sohn von Recha Ansbacher (geb. Rosenbaum, 1882–1956) und Josef Ansbacher (1876–1951) in Frankfurt geboren. Er studierte zuerst an der Universität Frankfurt Geschichte, Deutsch und Philosophie, brach das Doktoratsstudium an der Universität Berlin jedoch 1932 angesichts des Erstarkens des nationalsozialistischen Antisemitismus ab. Er emigrierte 1933 aus Berlin nach Belgien, wo er in weiterer Folge die Rabbinerprüfung ablegte. 1940 wurde er nach dem Überfall Deutschlands auf Belgien von den dortigen Behörden wie viele andere als mögliche deutsche Spione verdächtigte Ausländer zwangsweise nach Frankreich verschickt und dort erst im Internierungslager Saint-Cyprien und dann im größten französischen Internierungslager Camp de Gurs festgesetzt. Dort übernahm er die Aufgabe und Stellung des Lager-Rabbiners und erwarb sich große Verdienste um das spirituelle Leben und den Lebensmut der Internierten. 
Nach Pnina Rosenberg war Leo Ansbacher bereits seit Belgien zusammen mit seinem Bruder Max (Mordechai; 11. Januar 1927 – 27. Februar 2021), der dann ebenfalls in Gurs interniert gewesen sei. Über Max Ansbacher gibt es nur sehr wenige Informationen. Dass er aber, wie Rosenberg berichtet, von Belgien aus nach Frankreich kam, wird unter anderem durch die Erinnerungen von Juliane Schramm belegt, und in genealogischen Datenbanken finden sich auch Hinweise auf die gemeinsamen Eltern von Leo und Max Ansbacher. Wiederum nach Rosenberg bauten die Brüder in Gurs gemeinsam „ein Hilfskomitee auf, das sie bereits in Saint-Cyprien mit dem Ziel gegründet hatten, den Gefangenen gegenüber der Lagerverwaltung als Vertretung zu dienen Das ,Comité central d'assistance' übernimmt die Sammlung und Verteilung von Nahrungsmitteln und Medikamenten und stellt den Kontakt zwischen den Gefangenen, der Lagerverwaltung und den verschiedenen Hilfsorganisationen her.“
In Leo Ansbachers Zeit als Lager-Rabbiner entstand für das Pessach-Fest 1941 eine spezielle handgeschriebene Haggada, die unter dem Namen Haggada von Gurs bekannt ist (Hagadah šel pesaḥ mimaḥane Giyrs). Sie wurde von Ansbacher mit Hilfe des Lagerhäftlings Aryeh Ludwig Zuckerman aus dem Gedächtnis niedergeschrieben und mit einer Schablonenmaschine vervielfältigt. Der nichtjüdische Häftling Fritz Schliefer illustrierte sie (zur Strafe wurde er ins Camp de Drancy verlegt und dann in das Konzentrationslager Auschwitz deportiert). Die Leitung der Yad Vashem reproduzierte diese Haggada später nach einem geretteten Exemplar und veröffentlichte sie mit Fotografien und Hintergrundmaterial. Sie endet mit dem Wunsch "Nächstes Jahr in Jerusalem".
Nach Rosenberg haben die Brüder Ansbacher neben dem religiösen auch das kulturelle Leben im Lager bereichert. Das hat sie vermutlich auch in Kontakt zu Horst Rosenthal gebracht, der 1942 in drei Comics das Lagerleben in Gurs ironisch-sarkastisch karikierte. Zwei dieser Hefte – Mickey au camp de Gurs und La Journée d’un hébergé – konnte Rosenthal, der Ende Juli 1942 aus Gurs in ein anderes Lager verlegt und später in Auschwitz ermordet wurde, den Brüdern Ansbacher anvertrauen. Sie übergaben diese 1978 dem Archiv des Mémorial de la Shoah in Paris. Das dritte Heft wurde von Elsbeth Kasser gerettet.
Nach dem Beginn der Deportationen von Lagerhäftlingen in die Konzentrationslager setzte sich Leo Ansbacher mutig für bedrohte Mithäftlinge ein. Dokumentiert ist die so genannte „Affäre Ansbacher“, nachdem er am 20. Oktober 1942 denunziert worden war, einen zur Deportation bestimmten Häftling versteckt und ihm zur Flucht verholfen zu haben. Ansbacher entschloss sich daraufhin, aus dem Lager Camp de Gurs zu fliehen. Die Flucht gelang und dort in der Nähe, an einem vereinbarten Ort, traf er Ende 1942 seine Frau Betty Ansbacher, die sich dorthin durchgeschlagen hatte. Dann begann die gemeinsame Flucht über die Pyrenäen nach Spanien, von wo sie 1944 schließlich nach Palästina emigrieren konnten. Dort war er zuerst als Lehrer tätig, bevor er wieder als Rabbiner arbeiten konnte. Ab 1957 war er Rabbiner der Synagogen-Gemeinde Ichud-Zion in Tel Aviv und schließlich auch Mitglied des religiösen Zentralrates von Tel Aviv-Jaffa.
Auch Max Ansbacher konnte der Deportation entkommen und wanderte nach dem Krieg ebenfalls nach Palästina aus.

## Schriften
- Oskar Althausen, Jehuda L Ansbacher, Gerhard Brändle, Louis Dreyfuss, Eugen Fried, Gertrud Friedberg, Eckhardt Friedrich, Berty Friesländer-Bloch, Erhard R Wiehn: Oktoberdeportation 1940. Die sogenannte „Abschiebung“ der badischen und saarpfälzischen Juden in das französische Internierungslager Gurs und andere Vorstationen von Auschwitz. Hartung-Gorre, Konstanz 1990, ISBN 3-89191-332-X.
- Interview mit Leo Ansbacher in: Anne Betten (Hrsg.): Sprachbewahrung nach der Emigration. Das Deutsch der 20er Jahre in Israel, Band 1: Transkripte und Tondokumente. Niemeyer, Tübingen 1995, ISBN 3-484-23142-4, S. 176ff.